# Râul Vârtoapelor
Râul Vârtoapelor este un curs de apă, afluent al râului Someș. 

## Hărți
- Harta interactivă - județul Sălaj